# Ley de Cultura Cívica del Distrito Federal
La Ley de Cultura Cívica de la Ciudad De México se creó para tratar de resolver los problemas de la Ciudad de México; por ejemplo, los desperdicios (la basura) que genera su población. Establece las reglas mínimas de comportamiento cívico.

## Desperdicios, basura, desechos orgánicos inorgánicos y conveniencias legaloides
En la Ciudad de México, cada habitante genera 368 kilos de basura al año. La basura requiere un manejo apropiado para evitar daños a la salud del ser humano y de su medio ambiente. Sin embargo, muchas personas arrojan su basura a la calle, sin esperar a que pase el servicio que limpia a recogerla. En los tiraderos de basura se generan muchos microbios; además, a estos lugares siempre se acercan animales callejeros, como perros, gatos y ratas, en busca de alimento y refugio.
Las desventajas de tirar basura en la calle generan que las coladeras se tapen, se genere fauna nociva, se produzcan malos olores y se contamine el agua de lluvia que se filtra al subsuelo.
Una parte controvertible de la propia ley es que, si bien es cierto que las infracciones que menciona son castigadas, no hay medidas para ir resolviendo los problemas de manera paulatina: no hay botes de basura, no se barren las banquetas con la frecuencia necesaria, no se barren los parques, no se cuidan los jardines. Los servidores públicos cometen irregularidades: se estacionan en zonas estrictamente prohibidas para cualquier automóvil, y no son sancionados o multados por este hecho. Existen muchos casos de abuso de autoridad. La ley es inoperante en varios de sus artículos; primero, porque se modifica constantemente, y segundo, porque solo opera en algunos casos por queja vecinal. Muchos intereses políticos y económicos superan todo acto legal: por ejemplo, cada vez hay más espacios de libre tránsito limitados o cerrados debido a la proliferación del ambulantaje, hay muebles y multitud de objetos que dificultan el paso por las calles. Todo esto contraviene disposiciones contenidas en esta ley.
Se han establecido sanciones en algunos lugares y cada vez con menor frecuencia; consisten en multas y arrestos, para aquellas personas que son sorprendidas tirando desechos, objetos, sustancias, animales muertos o muebles en la vía pública. Estas sanciones están contempladas en esta ley.

## Ejemplos de infracciones
Artículo 23.- Son infracciones contra la dignidad de las personas:
- vejar o maltratar física o verbalmente a cualquier persona;
- permitir a menores de edad el acceso a lugares a los que expresamente les esté prohibido;
- propinar a una persona, en forma intencional y fuera de riña, golpes que no le causen lesión, y
- lesionar a una persona siempre y cuando las lesiones que se causen de acuerdo al dictamen médico tarden en sanar menos de quince días.

Artículo 24.- Son infracciones contra la tranquilidad de las personas:
- prestar algún servicio sin que le sea solicitado y coaccionar de cualquier manera a quien lo reciba para obtener un pago por el mismo; la presentación del infractor solo procederá por queja previa;
- poseer animales sin adoptar las medidas de higiene necesarias que impidan hedores o la presencia de plagas que ocasionen cualquier molestia a los vecinos;
- producir o causar ruidos por cualquier medio que notoriamente atenten contra la tranquilidad o represente un posible riesgo a la salud de los vecinos;
- impedir el uso de los bienes del dominio público de uso común;
- obstruir con cualquier objeto entradas o salidas de inmuebles sin autorización del propietario o poseedor del mismo;
- incitar o provocar a reñir a una o más personas;
- invitar a la prostitución o ejercerla, así como solicitar dicho servicio; en todo caso, solo procederá la presentación del probable infractor cuando exista queja vecinal, y
- ocupar los accesos de oficinas públicas o sus inmediaciones ofreciendo la realización de trámites que en la misma se proporcionen, sin tener autorización para ello.

Artículo 25.- Son infracciones contra la seguridad ciudadana: la cual permite que la persona ocupe la ley de cultura cívica para proteger los derechos de las personas ya sean niños niñas o adolescentes 
- permitir el propietario o poseedor de un animal que éste transite libremente, o transitar con él sin adoptar las medidas de seguridad necesarias, de acuerdo con las características particulares del animal, para prevenir posibles ataques a otras personas o animales, así como azuzarlo, o no contenerlo;
- impedir o estorbar de cualquier forma el uso de la vía pública, la libertad de tránsito o de acción de las personas, siempre que no exista permiso ni causa justificada para ello; para estos efectos, se entenderá que existe causa justificada siempre que la obstrucción del uso de la vía pública, de la libertad de tránsito o de acción de las personas sea inevitable y necesaria y no constituya en sí misma un fin, sino un medio razonable de manifestación de las ideas, de asociación o de reunión pacífica;
- usar las áreas y vías públicas sin contar con la autorización que se requiera para ello;
- apagar, sin autorización, el alumbrado público o afectar algún elemento del mismo que impida su normal funcionamiento;
- ingerir bebidas alcohólicas en lugares públicos no autorizados o consumir, ingerir, inhalar o aspirar estupefacientes, psicotrópicos, enervantes o sustancias tóxicas en lugares públicos, independientemente de los delitos en que se incurra por la posesión de los estupefacientes, psicotrópicos, enervantes o sustancias tóxicas;
- portar, transportar o usar, sin precaución, objetos o sustancias que por su naturaleza sean peligrosos y sin observar, en su caso, las disposiciones aplicables;
- detonar o encender cohetes, juegos pirotécnicos, fogatas o elevar aeróstatos, sin permiso de la autoridad competente;
- reñir con una o más personas;
- solicitar los servicios de emergencia, policía, bomberos o de establecimientos médicos o asistenciales, públicos o privados, cuando no se requieran; asimismo, proferir voces, realizar actos o adoptar actitudes que constituyan falsas alarmas de siniestros o que puedan producir o produzcan el temor o pánico colectivos;
- alterar el orden, arrojar líquidos u objetos, prender fuego o provocar altercados en los eventos o espectáculos públicos o en sus entradas o salidas;
- ofrecer o propiciar la venta de boletos de espectáculos públicos, con precios superiores a los autorizados;
- trepar bardas, enrejados o cualquier elemento constructivo semejante, para observar al interior de un inmueble ajeno;
- abstenerse, el propietario, de bardar un inmueble sin construcción o no darle el cuidado necesario para mantenerlo libre de plagas o maleza, que puedan ser dañinas para los colindantes;
- percutir armas de postas, diábolos, dardos o municiones contra personas o animales;
- participar de cualquier manera, organizar o inducir a otros a realizar competencias vehiculares de velocidad en vías públicas;
- hacer disparos al aire con arma de fuego;
- organizar o participar en peleas de animales, de cualquier forma, y
- causar daño a un bien mueble o inmueble ajeno, en forma culposa y con motivo del tránsito de vehículos.

Artículo 26.- Son infracciones contra el entorno urbano de la Ciudad de México:
- abstenerse de recoger, de vías o lugares públicos, las heces fecales de un animal de su propiedad o bajo su custodia, así como tirar o abandonar dichos desechos fuera de los contenedores;
- orinar o defecar en los lugares a que se refiere el artículo 5° de la presente Ley;
- arrojar, tirar o abandonar en la vía pública animales muertos, desechos, objetos o sustancias;
- tirar basura en lugares no autorizados;
- dañar, pintar, maltratar, ensuciar o hacer uso indebido de las fachadas de inmuebles públicos o de los particulares, sin autorización expresa de éstos, estatuas, monumentos, postes, arbotantes, semáforos, parquímetros, buzones, tomas de agua, señalizaciones viales o de obras, puentes, pasos peatonales, plazas, parques, jardines, elementos de ornato u otros bienes semejantes; el daño a que se refiere esta fracción será competencia del juez hasta el valor de veinte días de salario mínimo;
- cambiar, de cualquier forma, el uso o destino de áreas o vía pública, sin la autorización correspondiente;
- abandonar muebles en áreas o vías públicas;
- desperdiciar el agua o impedir su uso a quienes deban tener acceso a ella en tuberías, tanques o tinacos almacenadores, así como utilizar indebidamente los hidrantes públicos, obstruirlos o impedir su uso;
- colocar en la acera o en el arroyo vehicular, enseres o cualquier elemento propio de un establecimiento mercantil, sin la autorización correspondiente;
- arrojar en la vía pública desechos, sustancias peligrosas para la salud de las personas o que despidan olores desagradables;
- ingresar a zonas señaladas como de acceso restringido en los lugares o inmuebles destinados a servicios públicos, sin la autorización correspondiente o fuera de los horarios establecidos;
- cubrir, borrar, pintar, alterar o desprender los letreros, señales, números o letras que identifiquen vías, inmuebles y lugares públicos;
- pintar, adherir, colgar o fijar anuncios o cualquier tipo de propaganda en elementos del equipamiento urbano, del mobiliario urbano, de ornato o árboles, sin autorización para ello;
- colocar transitoriamente o fijar, sin autorización para ello, elementos destinados a la venta de productos o prestación de servicios, y
- obstruir o permitir la obstrucción de la vía pública, con motivo de la instalación, modificación, cambio, o mantenimiento de los elementos constitutivos de un anuncio y no exhibir la documentación correspondiente que autorice a realizar dichos trabajos.

## Publicación
La Ley de Cultura Cívica del Distrito Federal se publicó en la Gaceta Oficial del Distrito Federal el 31 de mayo del 2004, y la reforma más reciente fue el 12 de mayo del 2012